# Группа ФТК
Группа ФТК — российский вертикально интегрированный холдинг, специализирующийся на защите объектов промышленной и критической инфраструктуры, и являющийся партнером государства по обеспечению технологического суверенитета безопасности критически важных объектов страны. Компании группы работают в 17 регионах РФ. Штаб-квартира расположена в Москве.

## История

### ID Systems
В 2006 году Иван Поминов основал компанию «ID Systems». Главной сферой деятельности компании стало обеспечение комплексной безопасности объектов коммерческой недвижимости и выполнение работ по построению слаботочной инфраструктуры объектов капитального строительства.
В 2008 году компания выполнила ряд заказов для крупных федеральных торговых сетей
X5 Retail Group, Billa, Эльдорадо и М-Видео.
В 2009 году «ID Systems» начала выполнять работы в интересах крупных государственных заказчиков, в том числе, в сфере ЖКХ и здравоохранения по всей территории Российской Федерации.
В 2011 году компания открыла офис в Москве и получила допуски на проведение работ на особо опасных объектах, в том числе, добывающей и перерабатывающей промышленности, энергетическом секторе, а также на стратегических объектах транспортной инфраструктуры. Уже через год, «ID Systems» получила допуск к работам на атомных электростанциях.
В 2013 году компания выполняла контракты по оснащению объектов транспортной инфраструктуры Зимних Олимпийских игр 2014 в Сочи системами обеспечения транспортной безопасности. «Группа ФТК» оснастила более 100 объектов дорожной инфраструктуры Сочи системами интеллектуального видеонаблюдения, установила более чем 3000 видеокамер.
С 2014 года «ID Systems» выполняла задачи по управлению комплексными проектами обеспечения транспортной безопасности на территории Центральной России и Поволжья. Всего было успешно выполнено более 50 проектов.

### Группа ФТК
В 2017 году президент Федеральной технологической компании «ID Systems» Иван Поминов принимает решение о глубокой реструктуризации бизнеса и проведении ребрендинга компании. Компания «ID Systems» становится акционерным обществом «Федеральная технологическая компания» (АО «ФТК») — интегратором инфраструктурных проектов с рядом профильных активов. По итогам года АО «ФТК» победила в конкурсе «Лучший поставщик 2017 года» в номинации «Лучший поставщик строительно-монтажных, ремонтно-реставрационных подрядных работ». Конкурс проводился в рамках Всероссийского Форума-выставки «ГОСЗАКАЗ — ЗА честные закупки».
В 2018 году «Группа ФТК» представила инновационный цифровой сервис MAORI в рамках XII Международного форума «Транспорт России».
В 2019 году компания укрепила свои позиции в регионах и активно участвовала в экспертных выставках и форумах: VIII Всероссийская конференция «Транспортная безопасность и технологии противодействия терроризму-2019», «Транспортная безопасность в Российской Федерации», Международный форум «Безопасность на транспорте», а также в форуме «Актуальные вопросы регламентации деятельности подразделений транспортной безопасности».
В 2022 году «Группа ФТК» принципиально пересмотрела свой подход к обеспечению защиты объектов промышленной и критической инфраструктуры, а также оценке ее зависимости от импортного оборудования и ПО. Основой для новой концепции развития компании стали суверенные технологии безопасности, обеспечивающие промышленный и технологический суверенитет страны. Для решения этой задачи «Группой ФТК» был запущен первый в России Национальный маркетплейс суверенных систем безопасности — ТЕХКЛЮЧИ.РФ, где представлены только отечественные производители и поставщики.
В 2023 году «Группа ФТК» активно развивала компетенции в сфере защиты объектов промышленной и критической инфраструктуры от противоправного применения БПЛА.
Компания в числе первых выступила за создание единой системы обнаружения дронов на всей территории Российской Федерации, а также первой в России представила техническое решение и собственную методику оценки эффективности систем защиты объектов критической инфраструктуры от беспилотников на основе программно-аппаратного комплекса (ПАК) «Панорама-А500». В конце года эксперты Группы ФТК в числе первых обозначили рост спроса на оценку эффективности систем защиты от БПЛА в России, и сформулировали особенности проведения этой работы на объектах транспортной инфраструктуры.
В рамках стратегии развития международного бизнеса, Группа ФТК официально вступила в Ассоциацию экспорта технологического суверенитета (АЭТС).

## Владелец холдинга и руководство
Основной бенефициар: Председатель правления «Группы ФТК» Иван Алексеевич Поминов.

## Структура и деятельность

### Структура
Группа ФТК состоит из управляющей компании и пяти дивизионов:
- дивизион цифровых сервисов;
- дивизион разработок и производств;
- дивизион инфраструктурных проектов;
- дивизион защиты от актов незаконного вмешательства;
- дивизион 2Б.

Количество сотрудников компании на 2024 год превышает 650 человек.

### Деятельность
За 18 лет работы на рынке обеспечения безопасности «Группа ФТК» успешно разработала и реализовала:
- более 150 масштабных проектов по обеспечению суверенной безопасности промышленных и инфраструктурных объектов страны;
- более 290 объектов в 17 регионах России находятся на техническом обслуживании «Группы ФТК» по состоянию на конец 2023 года;
- проведено более 9000 консалтинговых работ в сфере обеспечения транспортной безопасности;
- оснащено более 230 объектов транспортной инфраструктуры техническими средствами обеспечения транспортной безопасности;
- выполнено более 900 проектно-изыскательных работ;
- более 100 объектов транспортной инфраструктуры находятся под защитой от актов незаконного вмешательства.

Деятельность «Группы ФТК» сосредоточена в сфере обеспечения безопасности и защиты объектов критической и промышленной инфраструктур:
- управление комплексными проектами по безопасности на объектах промышленности и критической инфраструктуры.
- защита и охрана промышленных и инфраструктурных объектов от актов незаконного вмешательства.
- консалтинг по обеспечению суверенной безопасности объектов промышленности и критической инфраструктуры.
- проектирование, строительство, эксплуатация инженерных систем защиты объектов промышленности и критической инфраструктуры.
- поставка российских систем безопасности через собственный маркетплейс «Техключи.рф»[18].
- концессионные проекты и государственно-частное партнерство в сфере обеспечения суверенной безопасности и защиты государственных, региональных и муниципальных объектов и территорий.

#### Решения и услуги
- Разработка программы по суверенизации (переход на российские технологии, оборудование и ПО) систем защиты и безопасности функционирования объектов промышленности и критической инфраструктуры.
- Разработка и внедрение отраслевых и корпоративных единых диспетчерских (ситуационных) центров.
- Обеспечение непрерывного функционирования промышленных и инфраструктурных объектов с помощью собственных технологических ключей.
- Внедрение независимых программных решений для цифровых интеллектуальных систем безопасности, мониторинга и управления промышленными и инфраструктурными объектами.
- Система защиты промышленных и инфраструктурных объектов от противоправного применения беспилотных авиационных систем (БАС).